# Ingibiorg Finnsdóttir
Ingibiorg Finnsdóttir (en nórdico antiguo: Ingibjörg Finnsdóttir) era hija del lendmann Finn Arnesson y de su esposa, una hija de Halfdan Sigurdsson, Bergljot Halfdansdóttir, también sobrina de los reyes noruegos Olaf II y Harald Hardrade. Las fechas de la vida de Ingibiorg no se conoce con certeza. 
Se casó con Thorfinn Sigurdsson, jarl de las Órcadas. La saga Orkneyinga señala que Kalv Arnesson, tío de Ingibiorg, fue exiliado a las Órcadas tras su matrimonio con Thorfinn. Esto ocurrió durante el reinado de Magnus I de Noruega, hijo de Olaf II, quien gobernó desde 1035 hasta 1047, y probablemente antes de la muerte de Canuto Hardeknut en 1042. Thorfinn e Ingibiorg tuvieron dos hijos que se sepa, Pablo y Erlend, quienes lucharon en la malograda invasión de Harald Hardraade del reino de Inglaterra en 1066.
Ingibiorg se casó de nuevo tras la muerte de Thorfinn (en fecha desconocida). Su segundo esposo fue Malcolm III (Máel Coluim mac Donnchada), el rey de los escoceses. Cualquiera que sea la fecha exacta del matrimonio, Malcolm e Ingibiorg al menos tuvieron un hijo, y probablemente dos. La Orkneyinga Saga dice que Duncan II de Escocia (Domnall mac Mail Coluim') era su hijo, y se cree que el «Domnall son of Máel Coluim, rey de Escocia» cuya muerte en 1085 es relatado por los Anales de Ulster era su hijo.
Se cree que Ingibiorg murió alrededor de 1069 pues Malcolm se casó con Margarita, hermana de Edgar Atheling, alrededor del año 1070. Puede ocurrir, sin embargo, que muriera antes de que Malcolm se convirtiera en rey, pues una Ingeborg comitissa aparece en el Liber Vitae Ecclesiae Dunelmensis, una lista de aquellos monjes y notables de quien se decían rezos en Durham, junto con personas que se sabía que habían muerto alrededor del año 1058. Si Ingibiorg nunca hubiera sido reina, ayudaría a explicar la aparente ignorancia de su existencia que muestran los cronistas escoceses.